# Ostamerikanische Lärche
Die Ostamerikanische Lärche oder  Amerikanische Lärche (Larix laricina), durch Eindeutschung des englischen Namens auch Tamarack-Lärche oder Tamarack genannt, ist eine Pflanzenart aus der Gattung der Lärchen (Larix) in der Familie der Kieferngewächse (Pinaceae).

## Verbreitung
Sie kommt ursprünglich aus dem nördlichen Nordamerika, hauptsächlich Kanada, Yukon, Nordwest-Territorien, dem Osten Neufundlands, aber auch aus dem Nordosten der Vereinigten Staaten wie Minnesota  und Pennsylvania. Eine isolierte Population gibt es auch in Alaska.
In Mitteleuropa wird sie ziemlich selten angepflanzt.

## Beschreibung
Die Ostamerikanische Lärche wächst als sommergrüner Baum, der Wuchshöhen bis über 20 Meter und Stammdurchmesser (Brusthöhendurchmesser) von bis zu 60 Zentimeter erreicht. Ihre Baumkrone ist schlank kegelförmig; zur Spitze hin endet sie meist durch Teilung in mehrere Äste. Die Borke junger Bäume ist grau und glatt, später ist sie rötlich bis rötlich-braun und blättert fein ohne Risse ab. Die Rinde der Zweige ist orange-braun und glatt.
Die an Kurztrieben stehenden, nadelförmigen Blätter sind sehr schmal (0,5 bis 0,8 mm), 0,3 bis 0,5 Millimeter dick und etwa 1 bis 2,5 Zentimeter lang.
Die Ostamerikanische Lärche ist einhäusig getrenntgeschlechtig (monözisch). Die Pollen weisen einen Durchmesser von 53 bis 65 µm auf. Die, an gebogenen, 2 bis 5 × 2 bis 2,5 mm großen Stielen stehenden, Zapfen sind stumpf zylindrisch und nur 1 bis 2 cm lang bei einem Durchmesser von 0,5 bis 1 cm. Sie besitzen 10 bis 30 Samenschuppen und nur wenige runde, an der Spitze gekrümmte Deckschuppen. Die Samen sind 2 bis 3 mm groß mit 4 bis 6 mm großen Flügeln.
Die Chromosomenzahl beträgt 2n = 24.

## Taxonomie
Die Ostamerikanische Lärche (Larix laricina (Du Roi) K. Koch) hat folgende Synonyme: Pinus laricina Du Roi, Larix americana Michx., Larix tenuifolia Salisb., Pinus larix var. americana Pall., Pinus intermedia Du Roi, Larix microcarpa (Lamb.) Mirb., Abies microcarpa (Lamb.) Lindl.

## Bilder

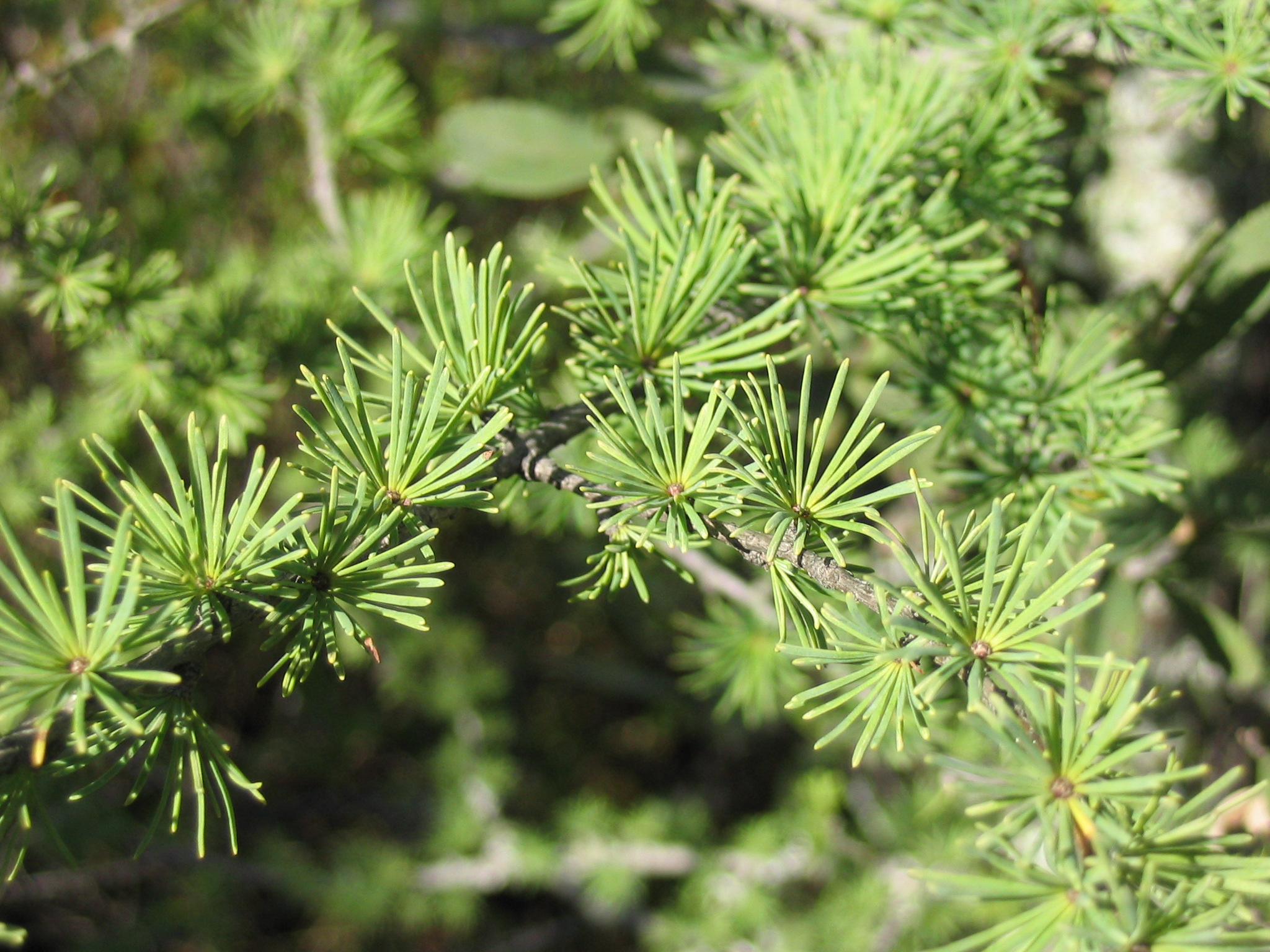
Zweig mit Blättern
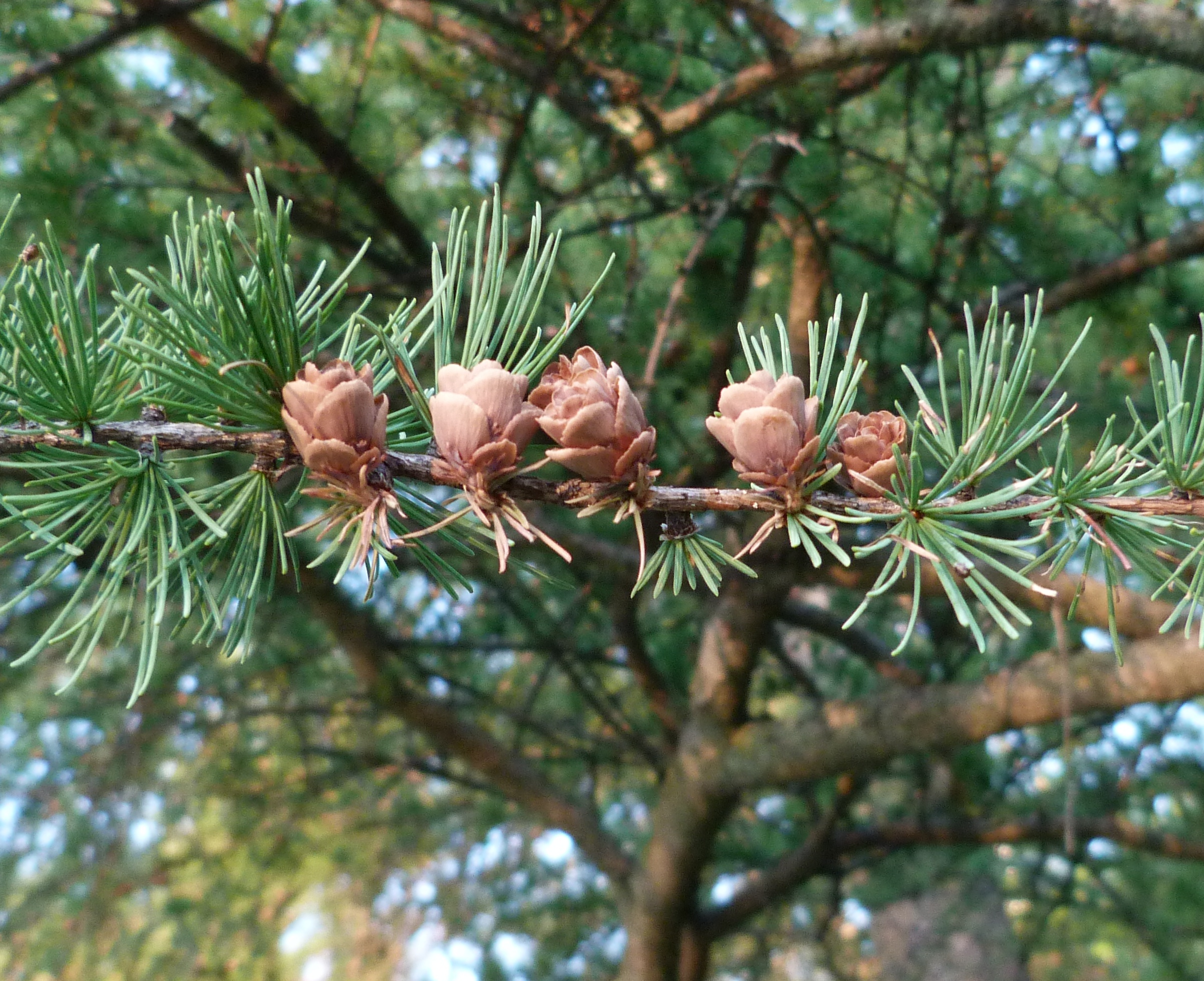
Ostamerikanische Lärche mit Zapfen
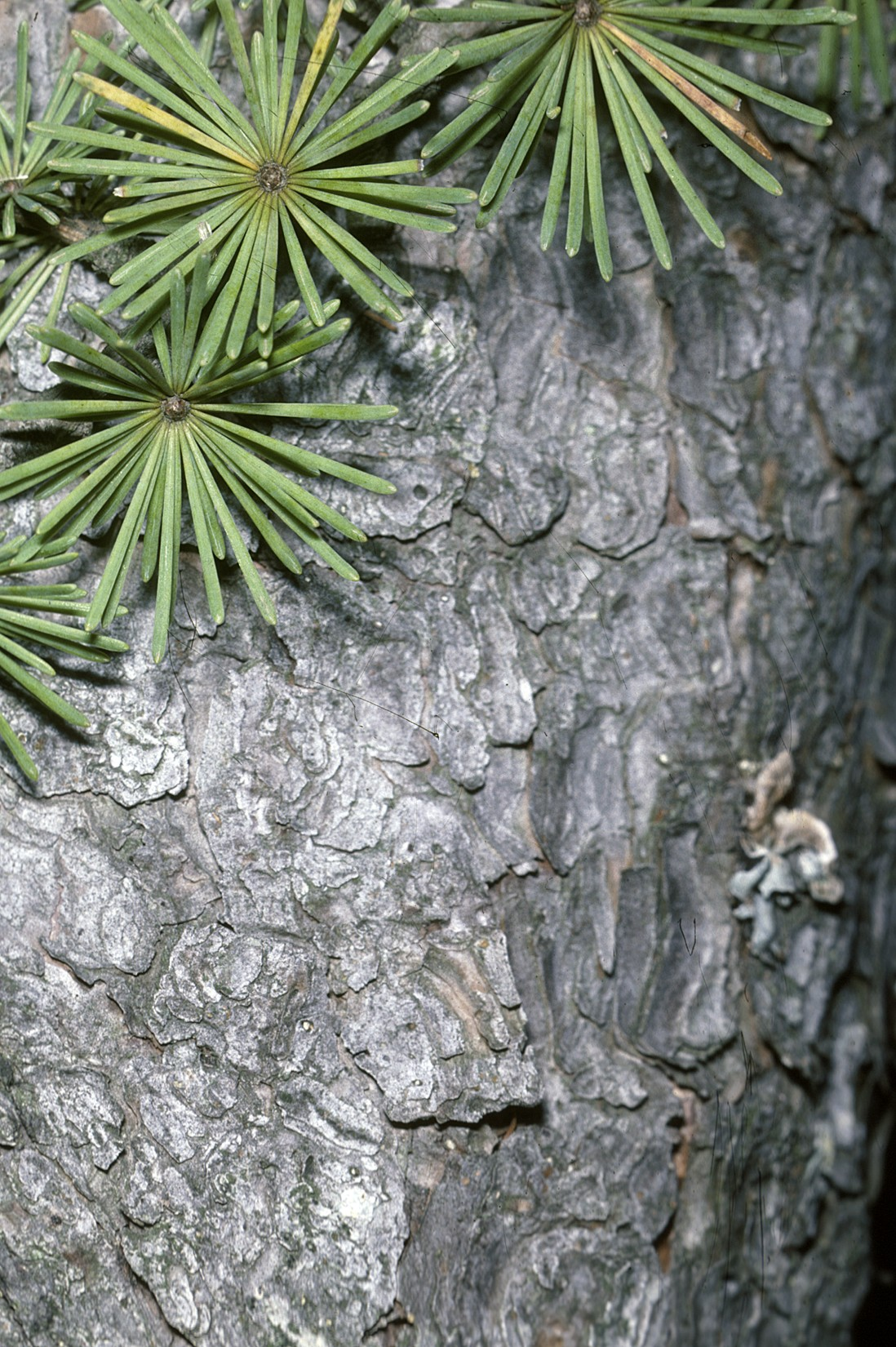
Rinde und Kurztriebe
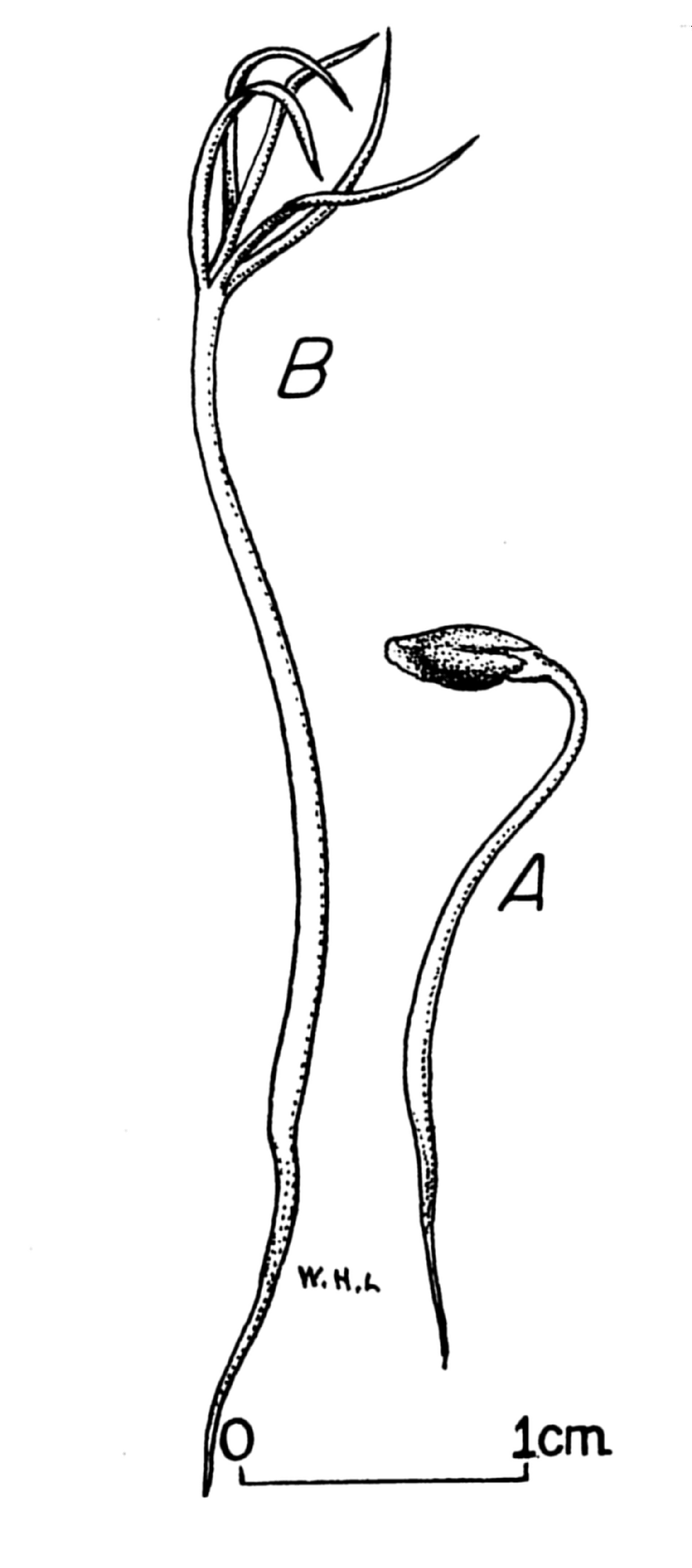
Keimlinge